# Тредоцио
Тредоцио је насеље у Италији у округу Форли-Чезена, региону Емилија-Ромања.
Према процени из 2011. у насељу је живело 1004 становника. Насеље се налази на надморској висини од 346 м.

## Становништво
| 1951. | 1961. | 1971. | 1981. | 1991. | 2001. | 2011. |
| ----- | ----- | ----- | ----- | ----- | ----- | ----- |
| 3.614 | 2.537 | 1.754 | 1.619 | 1.454 | 1.317 | 1.259 |